# Synagoge (Brotdorf)
Die Synagoge befand sich in dem Merziger Stadtteil Brotdorf in der Hausbacherstraße 52 bis 54. Eingeweiht wurde sie 1854. Sie wurde während der Novemberpogrome 1938 niedergebrannt. Heute steht an dieser Stelle ein Wohnhaus.

## Geschichte
Da die jüdische Gemeinde bis in die Mitte des 19. Jh. stark gewachsen war und der vorhandene Betsaal nicht mehr ausreichte, wurde der Bau einer Synagoge beschlossen, die am 15. Dezember 1854 eingeweiht wurde. Die Synagoge befand sich in der Hausbacherstraße. 52 bis 54. Sie verfügte neben einem Betsaal über eine Schule sowie ein rituelles Bad. Bereits nach dem Volksentscheid 1935 und dem damit verbundenen Anschluss des Saargebietes an das Deutsche Reich kam es zu mutwilligen Beschädigungen der Synagoge, wie aus einem Schreiben des Vorsitzenden der Vertretung der Synagogen-Gemeinde Merzig Leo Weil an den Reichskommissar für das Saarland Josef Bürckel hervorgeht. Bei den Novemberpogromen 1938 wurde das Innere der Synagoge zerstört und das Gebäude in Brand gesetzt. 1939 erwarb die Gemeinde die Ruine, die 1944 bei einem Bombenangriff schwer beschädigt wurde. Nach dem Krieg wurden die Reste der Synagoge abgerissen und auf dem Grundstück ein Wohnhaus errichtet. Im Jahr 1984 wurde an der Ecke Hausbacherstraße / Helenenstraße ein Gedenkstein durch die Stadt Merzig und die Synagogengemeinde Saar zur Erinnerung an die Synagoge aufgestellt.

## Jüdische Gemeinde Brotdorf
Bis 1868 war die kleine Gemeinde eigenständig. 1868 wurde sie dem Synagogenbezirk Merzig angegliedert, behielt aber trotzdem ihre Einrichtungen. Die Toten wurden, da die Gemeinde bis zu ihrer Auflösung über keinen eigenen Friedhof verfügte, auf dem jüdischen Friedhof in Merzig beigesetzt. Schon im Jahr 1719 verfügte die jüdische Gemeinde in Brotdorf über einen eigenen Lehrer.

### Entwicklung der jüdischen Einwohnerzahl
Erste Nachweise dafür das Juden in Brotdorf lebten gehen ins erste Drittel des 14. Jh. zurück. 1768 werden drei Schutzjuden aufgeführt, die unter kurtrierischen Schutz standen und ihre Abgaben an die kurfürstliche Kammer leisteten. Im Jahr 1895 gehörten ca. 80 Einwohner von Brotdorf zur jüdischen Gemeinde. Zum Zeitpunkt des Anschlusses des Saargebietes an das Deutsche Reich 1935 war die Zahl bereits auf 30 zurückgegangen. Bedingt durch die 1935 einsetzenden Repressionen, denen Juden nun immer mehr ausgesetzt waren, emigrierten viele jüdische Einwohner in das Ausland. Zum Zeitpunkt der Novemberpogrome 1938 lebten noch 12 Mitglieder der jüdischen Gemeinde in Brotdorf. Die letzten sechs jüdischen Einwohner wurden im Oktober 1940 deportiert.
Folgende, in Brotdorf geborene, Mitglieder der jüdischen Gemeinschaft wurden während der Zeit des Nationalsozialismus ermordet:
| Name         | Vorname               | Todeszeitpunkt         | Alter     | Ort des Todes                                         | Bemerkung | Quellen |
| ------------ | --------------------- | ---------------------- | --------- | ----------------------------------------------------- | --- | --- |
| Albert       | Leonie                | vermutlich 1944        | 48 Jahre  | Konzentrationslager Auschwitz, Polen                  | Deportation vom Sammellager Drancy (Frankreich) nach Auschwitz am 3. Februar 1944                                                                              | A) Yad Vashem (Datenbank, Datensatz Nr. 11457190) B) Gedenkbuch für die Opfer der NS-Judenverfolgung in Deutschland             |
| Hanau        | Elsa                  | unbekannt              | unbekannt | Konzentrationslager Auschwitz, Polen                  | Deportation vom Sammellager Drancy (Frankreich) nach Auschwitz am 11. August 1942                                                                              | A) Yad Vashem (Datenbank, Datensatz Nr. 11515906) B) Gedenkbuch für die Opfer der NS-Judenverfolgung in Deutschland             |
| Hanau        | Johannette            | 14. Februar 1941       | 67 Jahre  | Tötungsanstalt Hadamar                                | | A) Yad Vashem (Datenbank, Datensatz Nr. 11515922) B) Gedenkbuch für die Opfer der NS-Judenverfolgung in Deutschland             |
| Hanau        | Martha                | 7. Februar 1941        | 45 Jahre  | Tötungsanstalt Hadamar                                | | A) Yad Vashem (Datenbank, Datensatz Nr. 11515933) B) Gedenkbuch für die Opfer der NS-Judenverfolgung in Deutschland             |
| Hanau        | Cecile                | vermutlich 1944        | 48 Jahre  | Konzentrationslager Auschwitz, Polen                  | Deportation vom Sammellager Drancy (Frankreich) nach Auschwitz am 10. April 1944                                                                               | Yad Vashem (Datenbank, Datensatz Nr. 3183371)                                                                                   |
| Kahn         | Josef                 | 2. Januar 1941         | 89 Jahre  | Internierungslager Camp de Gurs                       | Deportation am 22. Oktober 1940 in das Internierungslager Camp de Gurs                                                                                         | Gedenkbuch für die Opfer der NS-Judenverfolgung in Deutschland                                                                  |
| Kahn         | Leopold               | 1941                   | 89 Jahre  | Internierungslager Camp de Gurs                       | | Yad Vashem (Datenbank, Datensatz Nr. 3188839)                                                                                   |
| Kahn         | Ludwig                | für tot erklärt        | unbekannt | Außenlager Jungfernhof, Lettland                      | Inhaftiert vom 15. November 1938 bis 5. April 1939 im Konzentrationslager Dachau. Deportation am 29. November 1941 von Nürnberg in das Außenlager Jungfernhof. | A) Yad Vashem (Datenbank, Datensatz Nr. 11535040) B) Gedenkbuch für die Opfer der NS-Judenverfolgung in Deutschland             |
| Kahn         | Therese Thea Mathilde | 1942                   | 21 Jahre  | Vernichtungslager Kulmhof                             | Am 22. Oktober 1941 Deportation in das Ghetto Litzmannstadt. Mai 1942 Verlegung in das Vernichtungslager Kulmhof                                               | A) Yad Vashem (Datenbank, Datensatz Nr. 11535348) B) Gedenkbuch für die Opfer der NS-Judenverfolgung in Deutschland             |
| Lion         | Herta Berta           | für tot erklärt        | unbekannt | Ghetto Litzmannstadt                                  | Deportation am 16. Oktober 1941 in das Ghetto Litzmannstadt | A) Yad Vashem (Datenbank, Datensatz Nr. 11581070) B) Gedenkbuch für die Opfer der NS-Judenverfolgung in Deutschland             |
| Salmon       | Amanda                | für tot erklärt        | unbekannt | Konzentrationslager Auschwitz, Polen                  | Deportation mit Transport Nr. 67 vom Sammellager Drancy (Frankreich) nach Auschwitz am 3. Februar 1944                                                         | A) Yad Vashem (Datenbank, Datensatz Nr. 3215429) B) Gedenkbuch für die Opfer der NS-Judenverfolgung in Deutschland              |
| Salomon      | Amanda                | unbekannt              | unbekannt | Konzentrationslager Auschwitz, Polen                  | | Yad Vashem (Datenbank, Datensatz Nr. 1673951)                                                                                   |
| Salomon      | Ludwig                | verschollen / ermordet | unbekannt | Konzentrationslager Auschwitz, Polen oder Ghetto Riga | | A) Yad Vashem (Datenbank, Datensatz Nr. 4129873 und 11622167) B) Gedenkbuch für die Opfer der NS-Judenverfolgung in Deutschland |
| Tykoschinski | Amalie                | unbekannt              | unbekannt | Ghetto Izbica                                         | Deportation am 22. April 1942 in das Ghetto Izbica | A) Yad Vashem (Datenbank, Datensatz Nr. 2039932) B) Gedenkbuch für die Opfer der NS-Judenverfolgung in Deutschland              |
| 1. 2. 3.     |                       |                        |           |                                                       | | |